# Rosas Azules
Rosas Azules är en ort i Mexiko.   Den ligger i kommunen Arandas och delstaten Jalisco, i den centrala delen av landet, 400 km väster om huvudstaden Mexico City. Rosas Azules ligger 2 235 meter över havet och antalet invånare är 164.
Terrängen runt Rosas Azules är platt söderut, men norrut är den kuperad. Rosas Azules ligger uppe på en höjd. Runt Rosas Azules är det ganska tätbefolkat, med 72 invånare per kvadratkilometer. Närmaste större samhälle är Arandas, 5,9 km sydväst om Rosas Azules. I omgivningarna runt Rosas Azules växer huvudsakligen savannskog.